# Monoesquí

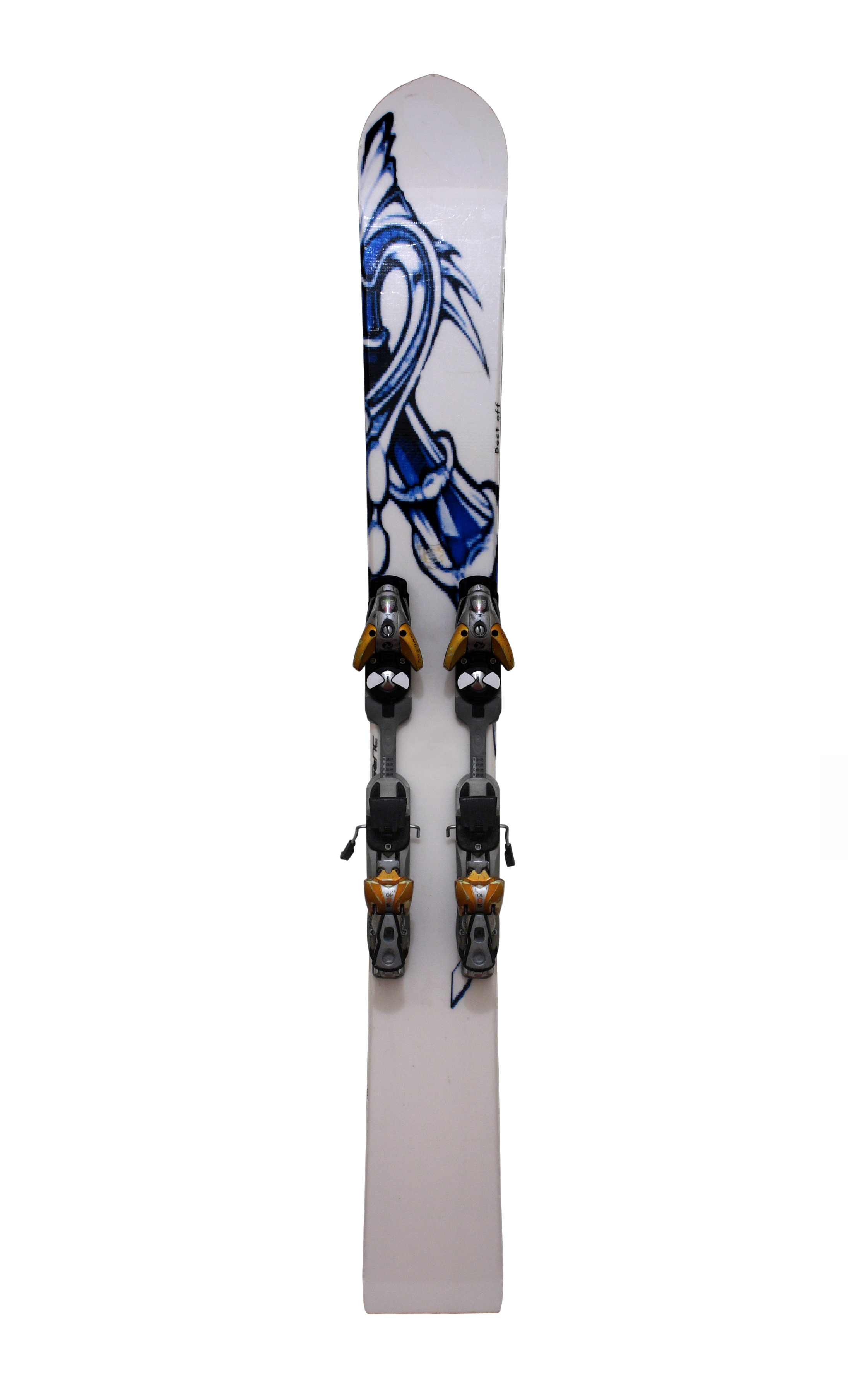
Un monoesquí (de pie)

Un monoesquí es un par de esquís construidos en una sola pieza que se utiliza para esquiar en la nieve. Se utilizan las mismas botas, fijaciones y bastones que en el esquí alpino . A diferencia del snowboard, ambos pies miran hacia adelante, en lugar de hacia los lados, tomando como referencia la dirección del avance. Un equipo similar incluye el skwal y el teleboard, con los pies en formación en tándem (uno delante del otro). 
El monoesquí fue inventado a final de la década de 1950 por Dennis Phillips en Hyak, Washington, utilizando un  esquí acuático y unas fijaciones trampa de oso.  El surfista Mike Doyle promovió el monoesquí a principios de la década de 1970, después de lo cual la relativa popularidad del monoesquí aumentó lentamente, pero el interés finalmente disminuyó a favor del snowboard. 
Recientemente, la popularidad del monoesquí ha aumentado, particularmente en Francia y Estados Unidos, en gran parte debido a los avances tecnológicos en el diseño del esquí. Al igual que con los esquís alpinos, la forma tallada del esquí ha facilitado los giros y, como resultado, los esquiadores e incluso los practicantes de snowboard encuentran que la transición a los monoesquís es menos desalentadora. 

## Festivales
Los aficionados al monoesquí organizan festivales durante la temporada para probar nuevos esquís y participar en diversas competiciones.
- En Francia uno de los más populares es el "Mondial de Monoski"
- También en Francia se celebra el "Campeonato Mundial de Monoski" (enlace roto disponible en Internet Archive; véase el historial, la primera versión y la última). con el tema irónico de la década de 1980 que se celebra cada mes de abril en Val d'Isere .
- En Estados Unidos este es el "Monopalooza"
- En Colorado, Estados Unidos así es el "Cinco de Mono" (enlace roto disponible en Internet Archive; véase el historial, la primera versión y la última).